# Diacrita plana
Diacrita plana är en tvåvingeart som beskrevs av Steyskal 1947. Diacrita plana ingår i släktet Diacrita och familjen fläckflugor. Inga underarter finns listade i Catalogue of Life.